# Haemaphysalis sciuri
Haemaphysalis sciuri este o specie de căpușe din genul Haemaphysalis, familia Ixodidae, descrisă de Glen M. Kohls în anul 1950. Conform Catalogue of Life specia Haemaphysalis sciuri nu are subspecii cunoscute.